# Solikamsk
Solikamsk (ruso: Соликамск) es una ciudad de Rusia, la tercera más grande del krai de Perm. Está situada a orillas del Kama, a 368 km de Perm. Solikamsk tiene 97 269 habitantes en 2008. Es centro administrativo del raión homónimo. El nombre le viene dado por la contracción de sol (соль, sal) y Kama (el río Kama que pasa por la ciudad). Las ciudades más cercanas son Bereznikí y Usolie.

## Historia

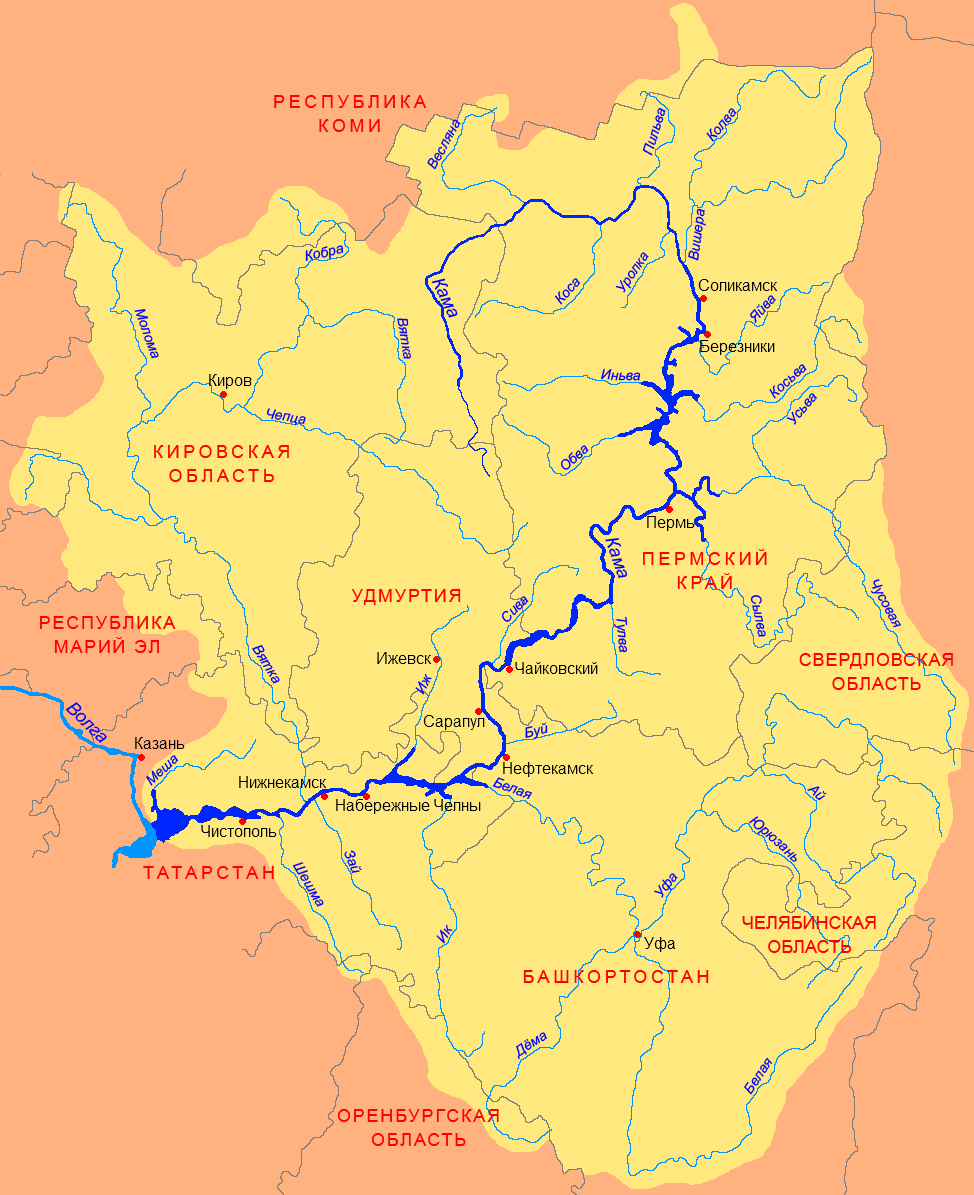
Mapa en ruso del río Kama en el que aparece en su curso alto Solikamsk (Соликамск)

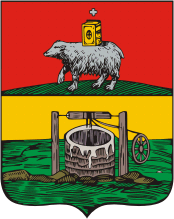
Escudo de armas de Solikamsk, otorgado el 17 de julio de 1783. La parte superior muestra las armas de la provincia de Perm. La parte inferior muestra un pozo de sal. Hay que tener en cuenta que Solikamsk fue el mayor productor de sal y magnesio de Rusia.

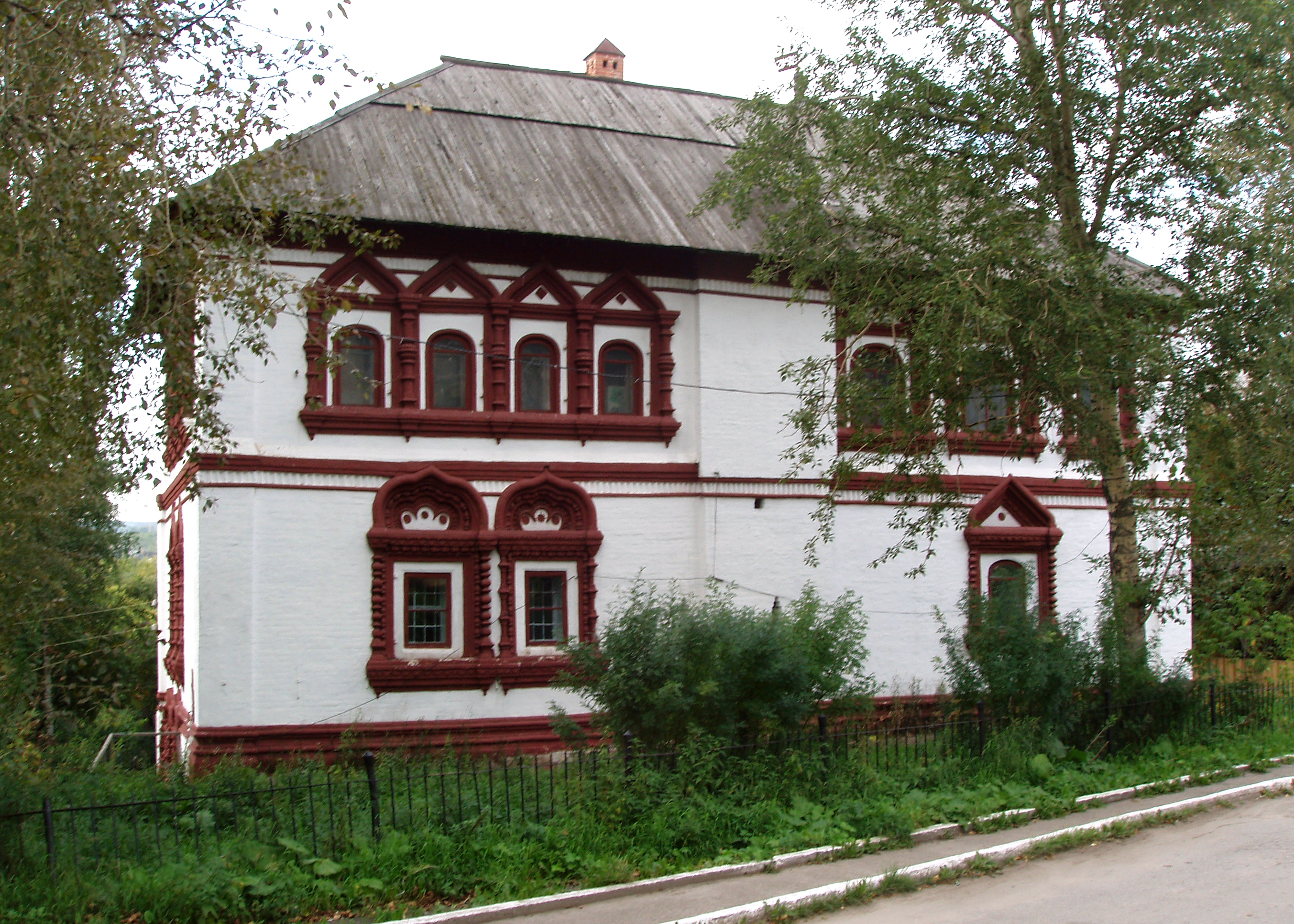
Casa del voivoda en Solikamsk

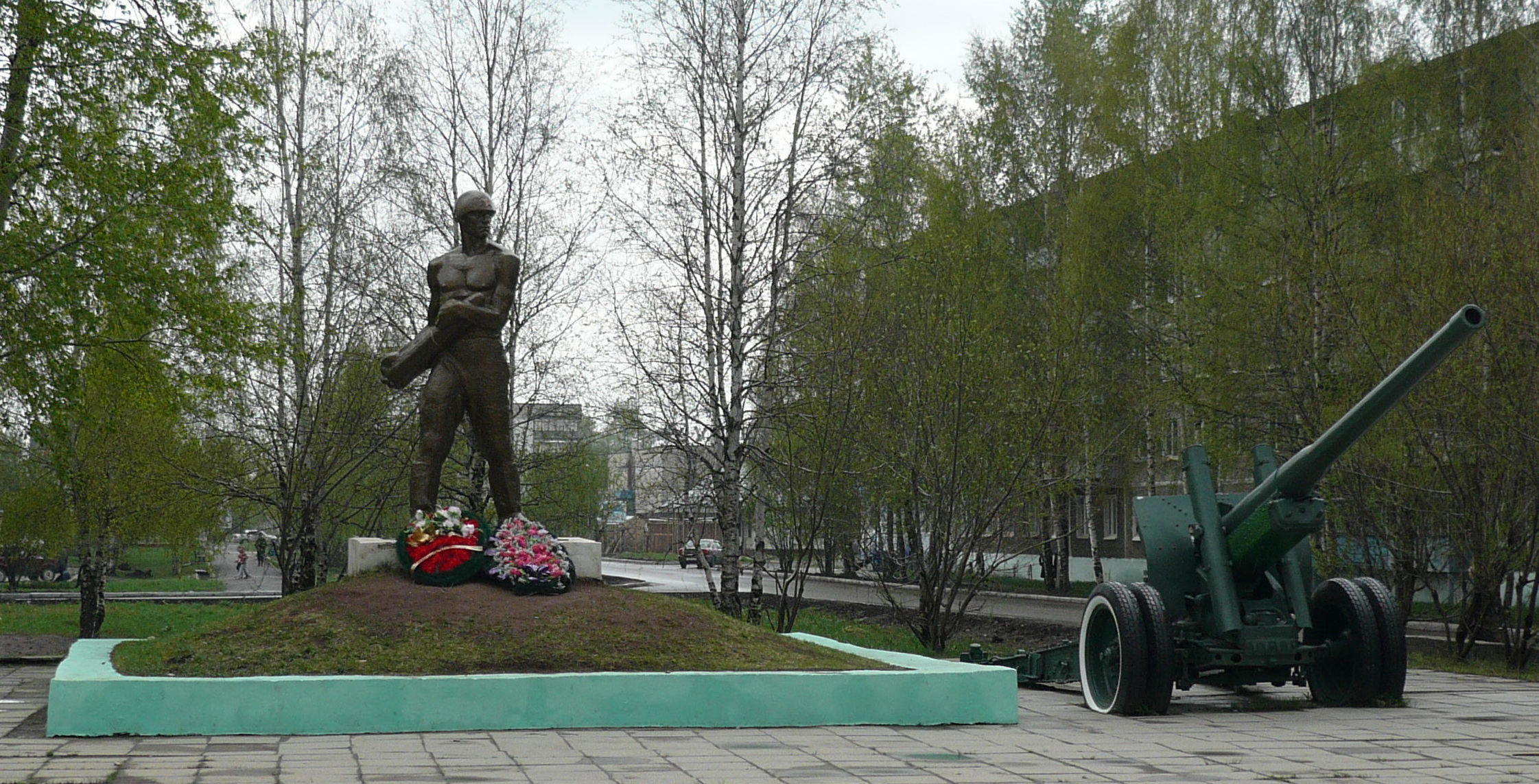
Solikamsk

La ciudad fue fundada después del descubrimiento de un inmenso yacimiento de sal en sus proximidades en 1430. La ciudad se desarrolló rápidamente gracias al negocio de la extracción de sal y a su posición privilegiada en la ruta hacia Siberia. Es ciudad desde 1573. En 1925 se encontró en la zona el mayor yacimiento del mundo de potasio, así como otro de sales de magnesio, dando lugar a la creación de centros de extracción de estos minerales. En 1941 se construye una papelera. Durante el régimen soviético se crea un gulag, como campo de trabajo en las inmediaciones. En la actualidad, allí se ubica el campo de trabajo para condenados a perpetuidad denominado El cisne blanco (Bely lébed o Белый лебедь (колония)). La extracción de magnesio ha contaminado el ambiente del área, su aire, sus ríos, así que desde la disolución de la URSS se ha dado un descenso de la población.

## Demografía
| 1897    | 1926    | 1939    | 1959    | 1970   |
| ------- | ------- | ------- | ------- | ------ |
| 4 100   | 3 700   | 38 000  | 82 900  | 88 600 |
| 1979    | 1989    | 1992    | 2002    | 2008   |
| 101 200 | 110 100 | 109 900 | 102 531 | 97 269 |

## Economía
Es famosa por su producción de sal, en particular, cloruro de potasio, que es usado como fertilizante. Más de once mil personas trabajan en las minas de sal -más de 3.000 bajo tierra y alrededor de 7.000 en la superficie. El gulag ha sido convertido en un museo. También existe un museo sobre las etapas de la extracción de la sal y su refinamiento.

## Nacidos en Solikamsk
- Vitali Grossmann (1963–2005), Jugador de hockey sobre hielo.